# Rudolf Aderhold
Rudolf Ferdinand Theodor Aderhold (ur. 12 lutego 1865 we Frankenhausen, zm. 17 marca 1907 w Berlinie) – niemiecki mykolog i fitopatolog. Specjalizował się głównie w chorobach grzybowych drzew owocowych.

## Życiorys
Aderhold studiował botanikę w Berlinie i na Uniwersytecie Friedricha Schillera w Jenie. W Jenie został asystentem Ernsta Stahla. W 1888 r. opublikował rozprawę doktorską, następnie podjął pracę w instytucie uprawy owoców i winorośli w Geisenheim. W 1893 r. został niezależnym kierownikiem działu botanicznego stacji doświadczalnej w instytucie uprawy owoców w Proskau (obecnie Pruszków na Śląsku). W 1901 r. przeniósł się do Berlina, gdzie podjął pracę na stanowisku kierownika laboratorium botanicznego działu biologicznego rolnictwa i leśnictwa w Imperial Health Office. W 1905 r. na bazie tego laboratorium powstał Biologiczny Instytut Rolnictwa i Leśnictwa istniejący do 2008 r. Potem zmienił nazwę na Federalny Instytut Biologiczny Rolnictwa i Leśnictwa. Aderhold był jego pierwszym dyrektorem aż do śmierci. Zmarł w wieku 42 lat.

## Praca naukowa
Aderhold opisał podczas swoich badań nad fitopatogennymi grzybami opisał ponad 20 nowych rodzajów grzybów. W wyniku prac późniejszych mykologów wiele z opisanych przez Aderholda taksonów stało się synonimami, ale niektóre nadal istnieją. W 1905 roku wraz z Wilhelmem Ruhlandem opublikował pracę o niektórych twardnicowatych (Sclerotiniaceae) pt. Zur Kenntnis der Obstbaum-Sklerotinien.
W naukowych nazwach opisanych przez Aderholda taksonów dodawany jest skrót jego nazwiska Aderh.

## Wybrane publikacje
- Zur Kenntnis der Obstbaum-Sklerotinien, 1905 (with Wilhelm Ruhland)
- Die Monilia-Krankheiten unserer Obstbäume und ihre Bekämpfung, 1905
- Die Kaiserliche Biologische Anstalt für Land- und Forstwirtschaft in Dahlem, 1906
- Über den Bakterienbrand der Kirschbäume, 1906 (with Wilhelm Ruhland)
- Die Fusicladien unserer Obstbäume, 1908
- Der amerikanische Mehltau des Stachelbeerstrauches, eine nach Deutschland verschleppte Pflanzenkrankheit, 1914 (with Wilhelm Ruhland)[3].